# Earl B. Ruth

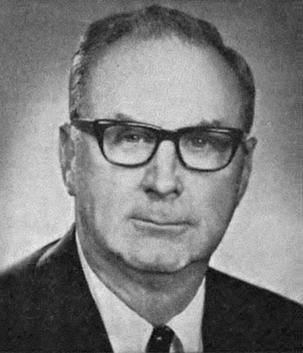
Earl B. Ruth (1973)

Earl Baker Ruth (* 7. Februar 1916 in Spencer, Rowan County, North Carolina; † 15. August 1989 in Salisbury, North Carolina) war ein US-amerikanischer Politiker der Republikanischen Partei.

## Leben und Karriere
Ruth studierte an der University of North Carolina in Chapel Hill und erhielt dort 1938 seinen Bachelor of Arts sowie 1942 seinen Master. Sein Ph.D. folgte 1955. Von 1938 bis 1940 war Ruth als Lehrer in Chapel Hill und Charlotte tätig.
Nachdem er von 1963 bis 1968 Mitglied des Stadtrates von Salisbury und von 1967 bis 1968 sogar Bürgermeister pro tempore der Stadt war, wurde Ruth für die Republikanische Partei in den 91. Kongress der Vereinigten Staaten gewählt. Nach zwei gewonnenen Wahlen scheiterte 1974 seine Kandidatur für die Wahl in den 94. Kongress. Somit vertrat Ruth vom 3. Januar 1969 bis zum 3. Januar 1975 den Bundesstaat North Carolina im Repräsentantenhaus der Vereinigten Staaten.
Von 1975 bis 1976 hatte er das Amt des Gouverneurs von Amerikanisch-Samoa inne. Er starb am 15. August 1989 in Salisbury und wurde dort auf dem National Cemetery beigesetzt.